# Dwór w Rzerzęczycach
Dwór w Rzerzęczycach – dwór, który znajdował się w Rzerzęczycach w powiecie częstochowskim. Dwór spłonął w 1996 roku, zachował się jedynie park z przełomu XIX/XX wieku.

## Historia
Majątek prawdopodobnie został zakupiony przez Adama Michalskiego dla Reszków w latach 90. XIX wieku, jednakże nie znalazłszy uznania, został odsprzedany. Pod koniec XIX wieku folwark należał do rodziny Łuczyckich. W 1908 roku majątek z drewnianym dworem kupiła od Juliana Łuczyckiego rodzina Ropelewskich. W latach 1920–1932 mieszkała tu rodzina Czermińskich. Następnie do końca II wojny światowej właścicielami dworu była rodzina Leźnickich herbu Nałęcz.
Władze komunistyczne znacjonalizowały majątek i z czasem zasiedliły lokatorami. Od 1954 roku zaczęła urzędować w nim powstała właśnie Gromadzka Rada Narodowa. W 1958 roku umieszczono w budynku przedszkole, które funkcjonowało tu do lutego 1993 roku, kiedy przeniesiono je do innej siedziby. Budynek dworu opustoszał i popadł w ruinę. Na fundamentach i podmurówce osadzona była drewniana konstrukcja (w większości sumikowo-łątkowa). W niektórych miejscach belki zaczęły się wyginać, a podwaliny zsuwać z podmurówki. Niejasna sytuacja własnościowa również nie sprzyjała zabytkowi. 12 lutego 1996 roku opuszczony budynek spłonął.
W miejscu dworu pozostała zarastająca na dziko polana w parku, pozostałość po zabudowaniach i zarysy alei dojazdowej. Część terenu parku zagospodarował klub sportowy i OSP.